# Edmond Debeaumarché
Edmond Debeaumarché (Dijon, 15 de dezembro de 1906 — Suresnes, 28 de março de 1959) foi um herói francês da resistência durante a Segunda Guerra Mundial.
Pelo seu serviço Debeaumarché foi altamente condecorado. Em 1960, Debeaumarché recebeu a distinção póstuma de ser representado em um selo postal na série Héros de la Résistance. 

## Honras e prêmios

### França
- Grande Oficial da Légion d'honneur – 1957[2]
- Ordem de Libertação[2]
- Croix de guerre 1939-1945 com a palma e a estrela de prata[2]

### Exterior
- Medal of Freedom (Estados Unidos)[2]